# Bambusa
A Bambusa az egyszikűek (Liliopsida) osztályának perjevirágúak (Poales) rendjébe, ezen belül a perjefélék (Poaceae) családjába tartozó nemzetség.

## Rendszerezés
A nemzetségbe az alábbi 137 faj tartozik:
- Bambusa affinis Munro
- Bambusa albolineata L.C.Chia
- Bambusa alemtemshii H.B.Naithani
- Bambusa amahussana Lindl.
- Bambusa amplexicaulis W.T.Lin & Z.M.Wu
- Bambusa angustiaurita W.T.Lin
- Bambusa angustissima L.C.Chia & H.L.Fung
- Bambusa arnhemica F.Muell.
- Bambusa assamica Barooah & Borthakur
- Bambusa aurinuda McClure
- Bambusa australis L.C.Chia & H.L.Fung
- Bambusa balcooa Roxb.
- Bambusa bambos (L.) Voss - típusfaj
- Bambusa barpatharica Borthakur & Barooah
- Bambusa basihirsuta McClure
- Bambusa basihirsutoides N.H.Xia
- Bambusa basisolida W.T.Lin
- Bambusa beecheyana Munro
- Bambusa bicicatricata (W.T.Lin) L.C.Chia & H.L.Fung
- Bambusa binghamii Gamble
- Bambusa blumeana Schult.f.
- Bambusa boniopsis McClure
- Bambusa brevispicula Holttum
- Bambusa brunneoaciculia G.A.Fu
- Bambusa burmanica Gamble
- Bambusa cacharensis R.B.Majumdar
- Bambusa cerosissima McClure
- Bambusa chungii McClure
- Bambusa chunii L.C.Chia & H.L.Fung
- Bambusa clavata Stapleton
- Bambusa comillensis Alam
- Bambusa concava W.T.Lin
- Bambusa contracta L.C.Chia & H.L.Fung
- Bambusa copelandii Gamble
- Bambusa corniculata L.C.Chia & H.L.Fung
- Bambusa cornigera McClure
- Bambusa crispiaurita W.T.Lin & Z.M.Wu
- Bambusa diaoluoshanensis L.C.Chia & H.L.Fung
- Bambusa dissimulator McClure
- Bambusa distegia (Keng & Keng f.) L.C.Chia & H.L.Fung
- Bambusa dolichoclada Hayata
- Bambusa duriuscula W.T.Lin
- Bambusa emeiensis L.C.Chia & H.L.Fung
- Bambusa eutuldoides McClure
- Bambusa farinacea K.M.Wong
- Bambusa fimbriligulata McClure
- Bambusa flexuosa Munro
- Bambusa fruticosa Holttum
- Bambusa funghomii McClure
- Bambusa garuchokua Barooah & Borthakur
- Bambusa gibba McClure
- Bambusa gibboides W.T.Lin
- Bambusa glabrovagina G.A.Fu
- Bambusa glaucophylla Widjaja
- Bambusa grandis (Q.H.Dai & X.l.Tao ex Keng f.) Ohrnb.
- Bambusa griffithiana Munro
- Bambusa guangxiensis L.C.Chia & H.L.Fung
- Bambusa hainanensis L.C.Chia & H.L.Fung
- Bambusa heterostachya (Munro) Holttum
- Bambusa horsfieldii Munro
- Bambusa indigena L.C.Chia & H.L.Fung
- Bambusa insularis L.C.Chia & H.L.Fung
- Bambusa intermedia Hsueh & T.P.Yi
- Bambusa jacobsii Widjaja
- Bambusa jaintiana R.B.Majumdar
- Bambusa khasiana Munro
- Bambusa kingiana Gamble
- Bambusa lako Widjaja
- Bambusa lapidea McClure
- Bambusa latideltata W.T.Lin
- Bambusa laxa K.M.Wong
- Bambusa lenta L.C.Chia
- Bambusa longipalea W.T.Lin
- Bambusa longispiculata Gamble
- Bambusa macrolemma Holttum
- Bambusa macrotis L.C.Chia & H.L.Fung
- Bambusa maculata Widjaja
- Bambusa malingensis McClure
- Bambusa marginata Munro
- Bambusa merrillii Gamble
- Bambusa microcephala (Pilg.) Holttum
- Bambusa mollis L.C.Chia & H.L.Fung
- Bambusa moreheadiana F.M.Bailey
- Bambusa multiplex (Lour.) Raeusch. ex Schult.
- Bambusa mutabilis McClure
- Bambusa nagalandiana H.B.Naithani
- Bambusa nepalensis Stapleton
- Bambusa nutans Wall. ex Munro
- Bambusa odashimae Hatus. ex D.Z.Li & Stapleton
- Bambusa oldhamii Munro
- Bambusa oliveriana Gamble
- Bambusa ooh Widjaja & Astuti
- Bambusa pachinensis Hayata
- Bambusa pallida Munro
- Bambusa papillata (Q.H.Dai) K.M.Lan
- Bambusa papillatoides Q.H.Dai & D.Y.Huang
- Bambusa pervariabilis McClure
- Bambusa pierreana E.G.Camus
- Bambusa piscatorum McClure
- Bambusa polymorpha Munro
- Bambusa procera A.Chev. & A.Camus
- Bambusa prominens H.L.Fung & C.Y.Sia
- Bambusa ramispinosa L.C.Chia & H.L.Fung
- Bambusa rangaensis Borthakur & Barooah
- Bambusa remotiflora (Kuntze) L.C.Chia & H.L.Fung
- Bambusa riauensis Widjaja
- Bambusa rigida Keng & Keng f.
- Bambusa riparia Holttum
- Bambusa rongchengensis (T.P.Yi & C.Y.Sia) D.Z.Li
- Bambusa rugata (W.T.Lin) Ohrnb.
- Bambusa rutila McClure
- Bambusa salarkhanii Alam
- Bambusa semitecta W.T.Lin & Z.M.Wu
- Bambusa sesquiflora (McClure) L.C.Chia & H.L.Fung
- Bambusa sinospinosa McClure
- Bambusa solomonensis Holttum
- Bambusa stenoaurita (W.T.Lin) T.H.Wen
- Bambusa subaequalis H.L.Fung & C.Y.Sia
- Bambusa subtruncata L.C.Chia & H.L.Fung
- Bambusa surrecta (Q.H.Dai) Q.H.Dai
- Bambusa tabacaria Poir.
- Bambusa teres Munro
- Bambusa textilis McClure
- Bambusa truncata B.M.Yang
- Bambusa tsangii McClure
- Bambusa tulda Roxb.
- Bambusa tuldoides Munro
- Bambusa utilis W.C.Lin
- Bambusa valida (Q.H.Dai) W.T.Lin
- Bambusa variostriata (W.T.Lin) L.C.Chia & H.L.Fung
- Bambusa villosula Kurz
- Bambusa vinhphuensis T.Q.Nguyen
- Bambusa viridis Widjaja
- Bambusa vulgaris Schrad.
- Bambusa wenchouensis (T.H.Wen) Keng f. ex Q.F.Zheng, Y.M.Lin
- Bambusa xiashanensis L.C.Chia & H.L.Fung
- Bambusa xueana Ohrnb.